# Törteli Anikó
Törteli Anikó (Kecskemét, 1987. november 27. –) labdarúgó, csatár. Jelenleg a  Dorogi Diófa SE labdarúgója.

## Pályafutása
A Kecskeméti NLE csapatában kezdte a labdarúgást. 2006 és 2010 között a Viktória FC labdarúgója volt. Tagja volt a 2006–07-es ezüstérmes csapatnak. A 2010–11-es idényben a bronzérmes Taksony SE csapatában szerepelt. A Városföldi SE, a Jánoshalmi FC után ismét a Kecskeméti NLE csapatához igazolt 2012 nyarán.

## Sikerei, díjai
- Magyar bajnokság
  - 2.: 2006–07
  - 3.: 2010–11